# Odontocymbiola magellanica
Odontocymbiola magellanica is een slakkensoort uit de familie van de Volutidae. De wetenschappelijke naam van de soort is voor het eerst geldig gepubliceerd in 1791 door Gmelin.

## Synoniemen
- Voluta paradoxa Lahille, 1895
  - Adelomelon paradoxa (Lahille, 1895)
- Voluta subnodosa Leach, 1814
  - Adelomelon subnodosum (Leach, 1814)